# Жълти павета
Жълтите павета са паважна настилка от керамични блокове.
В преносен смисъл те са символ на централната част на град София, България. В още по-широк смисъл те са сред популярните символи на столицата. Свързват се главно с нейния административен, исторически и културен център (неслучайно с тях е настлано пространството от катедралата „Александър Невски“ през района на Парламента, БАН и бившия царски дворец чак до Народния театър). Когато за някого се каже, че е „от жълтите павета“, това обикновено означава, че или е във властта, или е кореняк софиянец.
Според легендата жълтите павета са подарък за сватбата на цар Фердинанд, а според фактите наистина са внос от Австро-Унгария, но по инициатива на тогавашния кмет на София Мартин Тодоров. През 1907 г. са постлани с керамичен паваж 28 400 m2, а през 1908 г. – 30 902,46 m2 или общо 59 302,46 m2.
Периодът, през който централните софийски улици се покриват с жълти павета (1907 – 1908 г.), съвпада с появата на емблематични за София сгради – Народния театър (1906 г.), Военния клуб (1907 г.), Халите (1911 г.), Централната баня (1913 г.), храмът „Александър Невски“ (1904 – 1912 г.). Докато историята на сградите е добре известна, тази на паветата е доста мъглива и противоречива. Повечето източници са съгласни, че жълтите блокчета са излети в Будапеща, направени от стрит и изпечен варовик, наречен мергел, но официален консенсус за причината те да се появят в София няма. Популярната версия за сватбения подарък се оказва не много надеждна – установила се е по-скоро заради романтичната си привлекателност и благодарение на безкрайни повторения. Според сайта на Столичната община „полагането на керамичните павета не е емоционален дар по случай сватбата на княз Фердинанд с Мария Луиза, която по това време (1907) вече не е между живите“. Проста историческа справка показва, че няма как паветата да са подарък и за втората сватба на Фердинанд I. Когато той се жени за принцеса Елеонора фон Ройс-Кьостриц през 1908 г., софийските улици вече са покрити с тях.
Улиците в София, настлани с жълти павета, са бул. „Цар Освободител“, бул. „Дондуков“, ул. „Московска“, ул. „15 ноември“ и др.